# Didanosina
A didanosina é um fármaco antirretroviral utilizado no tratamento da Aids.

## Mecanismo de ação
O fármaco é um nucleosídeo, análogo de purina, que possui a característica de inibir a replicação viral in vitro. Após ocorrer transformações do fármaco dentro da célula, gera substratos que conseguem inibir a transcriptase reversa do vírus HIV e assim a sua replicação é parada, pois atinge a síntese do DNA do vírus.

## Interações
Didanosina é capaz de interferir na absorção de cetoconazol, dapsona, tetraciclina, itraconazol, provocando redução da atividade destes medicamentos. Quando administrada junto com outros medicamentes que provocam neuropatia pode provocar neuropatia periférica. Antiácidos a base de alumínio ou magnésio também interagem com a didanosina.